# L'Ombre de la mort (Hunt)
Pour les articles homonymes, voir L'Ombre de la mort.
L'Ombre de la mort – en anglais The Shadow of Death – est un tableau réalisé par le peintre britannique William Holman Hunt en 1870-1873 à Jérusalem. De format vertical, cette huile sur toile préraphaélite est une peinture chrétienne qui représente Jésus-Christ étirant ses bras dans la lumière du soleil, après avoir travaillé dans l'atelier de charpenterie de son père Joseph. La composition comprend également Marie à genoux alors qu'elle remarque sur le mur derrière son fils son ombre préfigurant la Crucifixion. L'œuvre est conservée depuis 1883 à la Manchester Art Gallery, à Manchester.